# Fazekas (családnév)
A Fazekas régi magyar családnév. Eredetileg foglalkozásnév volt, jelentése: fazékgyártó, cserépedényt készítő kézműves. Hasonló családnevek: Bögre, Bögrés, Cserép, Csuport, Csuporka, Csupros, Fazék, Fazékgyártó, Gerencsér, Korsó, Korsós, Szilke, Tál, Tálas, Tálgyártó. 2020-ban a 47. leggyakoribb családnév volt Magyarországon. 16 525 személy viselte ezt a vezetéknevet.

## Híres Fazekas nevű személyek
- Fazekas Attila (1948) képregényrajzoló, illusztrátor
- Fazekas György (1914–1984) író, újságíró
- Fazekas István (1742–1812) református lelkész
- Fazekas László (1947) válogatott labdarúgó
- Fazekas Magdolna (1933) festőművész
- Fazekas Mihály (1766–1828) költő
- Fazekas Róbert (1975) atléta, diszkoszvető
- Fazekas Tibor (1892–1982) Európa-bajnok vízilabdázó, olimpikon